# Lispocephala villosifemora
Lispocephala villosifemora är en tvåvingeart som beskrevs av Hardy 1981. Lispocephala villosifemora ingår i släktet Lispocephala och familjen husflugor. Inga underarter finns listade i Catalogue of Life.